# Platygaster transsylvanica
Platygaster transsylvanica är en stekelart som först beskrevs av Szelényi 1958.  Platygaster transsylvanica ingår i släktet Platygaster och familjen gallmyggesteklar. Inga underarter finns listade i Catalogue of Life.